# Майський район (Росія)
Майський район (рос. Майский район) — муніципальне утворення у Кабардино-Балкарії.

## Адміністративний устрій
Складається із 5 сільських і 1 міських поселень.